# Rauðs þáttr hins ramma
Rauðs þáttr hins ramma (también Rauðs þáttur ramma) es una historia corta islandesa (þáttr), escrita a finales del siglo XIV y conservada en el manuscrito Flateyjarbók (GKS 1005 fol.).